# Nasiba Zeynalova
Nasiba Zeynalova (en azerí: Nəsibə Zeynalova) fue prominente actriz de teatro y de cine de Azerbaiyán.

## Biografía
Nasiba Zeynalova nació el 20 de abril de 1916 en Bakú. Su padre, Jahangir Zeynalov también fue el actor de teatro y el fundador de la escuela nacional de actor.
En 1932 se unió al club de teatro de Rza Tahmasib. En 1938 empezó a trabajar en el Teatro de Música Estatal de Azerbaiyán. En los siguientes años actuó en 22 películas y alrededor de 70 obras teatrales. Se la recuerda por sus obras de “Fatmanisa” en la película “Ögey ana” (“Madrastra” 1958), “Sughra” en “Bizim Cəbiş müəllim” (“Nuestro profesor Jabish” 1969), “Jannat” en “Qayınana” (“Suegra” 1978). En 1967 Nasiba Zeynalova fue nombrada la Artista del Pueblo de la RSS de Azerbaiyán.
Nasiba Zeynalova murió el 10 de marzo de 2004 en Bakú y fue enterrada en el Callejón de Honor.

## Filmografía
- Ögey ana (1958)
- Mollanın sərgüzəşti (1960)
- Böyük dayaq (1962)
- Ulduz (1964)
- Qanun naminə (1968)
- Bizim Cəbiş müəllim (1969)
- Dəli Kür (1969)
- O qızı tapın (1970)
- Bizim küçənin oğlanları (1973)
- 1001-ci qastrol (1974)
- Xoşbəxtlik qayğıları (1976)
- Qayınana (1978)
- Mən mahnı bəsləyirəm (1978)
- Bağlı qapı (1981)
- Qorxma, mən səninləyəm (1981)
- Bəyin oğurlanması (1985)
- Qəm pəncərəsi (1986)
- Xüsusi vəziyyət (1986)
- Gecə qatarında qətl (1990)
- Güllənmə təxirə salınır (1993)
- Yuxu (1995)
- Məhəllə (2003; 2004)

## Premios y títulos
- Medalla de la victoria sobre Alemania en la Gran Guerra Patriótica 1941-1945 (1946)
- Orden de la Insignia de Honor (1959)
- Artista de Honor de la RSS de Azerbaiyán (1960)
- Artista del Pueblo de la RSS de Azerbaiyán (1967)
- Medalla Conmemorativa por el Centenario del Natalicio de Lenin (1970)
- Premio Estatal de la RSS de Azerbaiyán (1974; 1981)
- Orden de la Revolución de Octubre (1976)
- Medalla al Trabajador Veterano
- Orden de la Amistad de los Pueblos (1986)
- Orden Shohrat (1997)